# Mazowsze Serce Polski w sezonie 2020
Mazowsze Serce Polski w sezonie 2020 – podsumowanie występów zawodowej grupy kolarskiej Mazowsze Serce Polski w sezonie 2020.
W 2017 w Rybniku przez stowarzyszenie AMM Cycling Team na bazie drużyny Hurom DeRosa Rybnik została założona zawodowa grupa kolarska Team Hurom. Od początku swej działalności dołączyła ona do dywizji UCI Continental Teams. Po sezonie 2019 Team Hurom zakończył działalność w dotychczasowej formie, po raz ostatni startując w październiku 2019 w wyścigu Tour of Peninsular, po czym od sezonu 2020 połączył się z zespołem Wibatech Merx. Pod koniec 2019, za sprawą Dariusza Banaszka (do końca sezonu 2019 pracował w Team Hurom), utworzona została nowa grupa o nazwie Mazowsze Serce Polski, sponsorowana przez województwo mazowieckie, której siedziba znalazła się w Nowym Dworze Mazowieckim. Mazowsze Serce Polski, mimo nowego kodu UCI, potraktowane zostało przez Międzynarodową Unię Kolarską jako kontynuator zespołu Team Hurom, zajmując jej miejsce w dywizji UCI Continental Teams. Jej dyrektorem sportowym w sezonie 2020 został Dariusz Banaszek.

## Transfery
W porównaniu z Team Hurom w sezonie 2019 Mazowsze Serce Polski w kolejnym sezonie zmieniło ponad połowę składu. Do zespołu trafiło ośmiu nowych kolarzy, w tym pięciu w sezonie 2019 występujących na szczeblu zawodowym: dwóch z Wibatech Merx (Marek Rutkiewicz i Michał Podlaski) oraz po jednym z Caja Rural-Seguros RGA (Alan Banaszek), CCC Team (Paweł Bernas) i Voster ATS Team (Adrian Banaszek). Z zespołu odeszło także ośmiu zawodników, spośród których tylko dwóch pozostało na szczeblu zawodowym: bracia Marcin i Tomasz w sezonie 2020 występowali w Wibatech Merx.
| Przybyli            | Przybyli                         | Odeszli             | Odeszli                    |
| Kolarz              | Poprzednia grupa zawodowa (2019) | Kolarz              | Nowa grupa zawodowa (2020) |
| ------------------- | -------------------------------- | ------------------- | -------------------------- |
| Marek Rutkiewicz    | Wibatech Merx                    | Kamil Zieliński     | brak                       |
| Paweł Bernas        | CCC Team                         | Artur Detko         | brak                       |
| Alan Banaszek       | Caja Rural-Seguros RGA           | Adam Kuś            | brak                       |
| Adrian Banaszek     | Voster ATS Team                  | Mariusz Gąsiorowski | brak                       |
| Michał Podlaski     | Wibatech Merx                    | Marcin Budziński    | Wibatech Merx              |
| Sebastian Matusiak  | brak                             | Patryk Kostecki     | brak                       |
| Daniel Staniszewski | brak                             | Cezary Bzdak        | brak                       |
| Adam Żuber          | brak                             | Tomasz Budziński    | Wibatech Merx              |

## Skład
| Skład drużyny 2020                       | Skład drużyny 2020   | Skład drużyny 2020 | Skład drużyny 2020              |
| Imię i nazwisko                          | Data urodzenia       | Państwo            | Poprzednia grupa                |
| ---------------------------------------- | -------------------- | ------------------ | ------------------------------- |
| Alan Banaszek                            | 30 października 1997 | Polska             | Caja Rural-Seguros RGA (2019)   |
| Adrian Banaszek                          | 21 października 1993 | Polska             | Voster ATS Team (2019)          |
| Norbert Banaszek                         | 18 czerwca 1997      | Polska             | Wibatech Merx 7R (2018)         |
| Paweł Bernas                             | 24 maja 1990         | Polska             | CCC Team (2019)                 |
| Karol Domagalski                         | 9 sierpnia 1989      | Polska             | ONE Pro Cycling (2018)          |
| Jakub Kaczmarek                          | 27 września 1993     | Polska             | CCC Sprandi Polkowice (2017)    |
| Adrian Kurek                             | 29 marca 1988        | Polska             | CCC Sprandi Polkowice (2018)    |
| Sebastian Matusiak (5 cze–31 gru)        | 19 kwietnia 1997     | Polska             | Krismar Big Silvant Team (2019) |
| Tobiasz Pawlak                           | 24 grudnia 1995      | Polska             | Domin Sport (2018)              |
| Emanuel Piaskowy                         | 2 marca 1991         | Polska             | Cycling Academy (2016)          |
| Michał Podlaski                          | 3 maja 1988          | Polska             | Wibatech Merx (2019)            |
| Marek Rutkiewicz                         | 8 maja 1981          | Polska             | Wibatech Merx (2019)            |
| Daniel Staniszewski (31 lip–31 gru)      | 5 maja 1997          | Polska             | Pogoń Mostostal Puławy (2020)   |
| Adam Żuber                               | 25 grudnia 1979      | Polska             |                                 |
|                                          |                      |                    |                                 |
| Źródła: ProCyclingStats Cycling Archives |                      |                    |                                 |

## Zwycięstwa
Mazowsze Serce Polski w sezonie 2020 odniosło 13 zwycięstw w ramach cyklu UCI Europe Tour, pięciokrotnie triumfując w klasyfikacji generalnej wyścigu i ośmiokrotnie na pojedynczych etapach. Był to najlepszy wynik spośród wszystkich grup dywizji UCI Continental Teams, a mniej zwycięstw w sezonie 2020 odniosło między innymi 9 z 19 zespołów UCI WorldTeams. Ponadto na arenie krajowej Jakub Kaczmarek zwyciężył w górskich szosowych mistrzostwach Polski, a grupa zdobyła złoty medal w jeździe drużynowej na czas na mistrzostwach Polski.
| Zwycięstwa      | Zwycięstwa                                             | Zwycięstwa           | Zwycięstwa | Zwycięstwa            | Zwycięstwa |
| Data            | Wyścig                                                 | Państwo              | Kategoria  | Zwycięzca             |            |
| --------------- | ------------------------------------------------------ | -------------------- | ---------- | --------------------- | ---------- |
| 13 lut          | Grand Prix Alanya                                      | Turcja               | 1.2        | Paweł Bernas          |            |
| 1 mar           | Grand Prix Velo Manavgat                               | Turcja               | 1.2        | Alan Banaszek         |            |
| 25 lip          | In the footsteps of the Romans, 1. etap                | Bułgaria             | 2.2        | Norbert Banaszek      |            |
| 26 lipca 2020   | In the footsteps of the Romans, klasyfikacja generalna | Bułgaria             | 2.2        | Norbert Banaszek      |            |
| 28 lip          | Dookoła Bułgarii, 1. etap                              | Bułgaria             | 2.2        | Alan Banaszek         |            |
| 31 lip          | Dookoła Bułgarii, 4. etap                              | Bułgaria             | 2.2        | Norbert Banaszek      |            |
| 5 sie           | Tour of Szeklerland, prolog                            | Rumunia              | 2.2        | Adrian Kurek          |            |
| 7 sie           | Tour of Szeklerland, 2. etap                           | Rumunia              | 2.2        | Jakub Kaczmarek       |            |
| 8 sierpnia 2020 | Tour of Szeklerland, klasyfikacja generalna            | Rumunia              | 2.2        | Jakub Kaczmarek       |            |
| 29 sie          | Górskie szosowe mistrzostwa Polski                     | Polska               | CN         | Jakub Kaczmarek       |            |
| 2 wrz           | Tour de Serbie, 2. etap                                | Serbia               | 2.2        | Emanuel Piaskowy      |            |
| 5 wrz           | Belgrad-Banja Luka, 2. etap                            | Bośnia i Hercegowina | 2.1        | Jakub Kaczmarek       |            |
| 7 września 2020 | Belgrad-Banja Luka, klasyfikacja generalna             | Bośnia i Hercegowina | 2.1        | Jakub Kaczmarek       |            |
| 27 wrz          | Mistrzostwa Polski – jazda drużynowa na czas           | Polska               | CN         | Mazowsze Serce Polski |            |
| 11 paź          | Giro della Regione Friuli Venezia Giulia, 4. etap      | Włochy               | 2.2        | Paweł Bernas          |            |

## Ranking UCI
Drużyna zakończyła sezon 2020 na 33. pozycji w rankingu klubowym UCI, pokonując wszystkie inne polskie grupy kontynentalne. W rankingu UCI Europe Tour Mazowsze Serce Polski zajęło z kolei 12. lokatę, będąc najwyżej sklasyfikowanym wśród zespołów z dywizji UCI Continental Teams.
Indywidualnie najlepszym zawodnikiem grupy Mazowsze Serce Polski w sezonie 2020 był Jakub Kaczmarek, który w rankingu UCI zajął 147. miejsce z dorobkiem 273 punktów.
| Ranking UCI | Ranking UCI         | Ranking UCI | Ranking UCI |
| Kolarz      | Kolarz              | Państwo     | Punkty      |
| ----------- | ------------------- | ----------- | ----------- |
| 147.        | Jakub Kaczmarek     | Polska      | 273 pkt     |
| 203.        | Paweł Bernas        | Polska      | 191.2 pkt   |
| 371.        | Alan Banaszek       | Polska      | 105.2 pkt   |
| 403.        | Emanuel Piaskowy    | Polska      | 97 pkt      |
| 611.        | Norbert Banaszek    | Polska      | 56.2 pkt    |
| 683.        | Marek Rutkiewicz    | Polska      | 50 pkt      |
| 1302.       | Adrian Kurek        | Polska      | 13.2 pkt    |
| 1333.       | Adrian Banaszek     | Polska      | 12 pkt      |
| 1565.       | Michał Podlaski     | Polska      | 6 pkt       |
| 2087.       | Daniel Staniszewski | Polska      | 1 pkt       |
| 2163.       | Adam Żuber          | Polska      | 1 pkt       |
| 2163.       | Tobiasz Pawlak      | Polska      | 1 pkt       |